# جونيور كامبل
جونيور كامبل (بالإنجليزية: Junior Campbell)‏ هو عازف بيانو ومغني وكاتب أغاني وملحن بريطاني، ولد في 31 مايو 1947.

## وصلات خارجية
- جونيور كامبل على موقع IMDb (الإنجليزية)
- جونيور كامبل على موقع ميوزك برينز (الإنجليزية)
- جونيور كامبل على موقع ديسكوغز (الإنجليزية)
- جونيور كامبل على موقع قاعدة بيانات الفيلم (الإنجليزية)